# تحقیق‌پذیری
تحقیق‌پذیری (به انگلیسی: Verification Principle)، آموزه‌ای فلسفی است که معتقد است تنها عباراتی از نظر معرفتی (شناختی) معنی دارند که یا به لحاظ تجربی (یعنی از طریق حواس) قابل آزمون باشند؛ یا حقایق منطقی باشند از جنس همان‌گویی.
این اصل توسط اعضاء حلقه وین و برای گسترش اثبات‌گرایی منطقی به عنوان تنها معیار دقیق علم از غیر علم استفاده می‌شد؛ که البته پس از نقدهای زیادی که به اعضاء این حلقه وارد شد، امروزه درستی ادعای حداکثری آنان نیز انکار شده‌است.
نتیجهٔ کاربست اصل تحقیق‌پذیری، اثبات‌گرایی بود، که بعدها توسط کارل پوپر با نظریّة «ابطال‌پذیری» جایگزین شد.